# 北国新闻

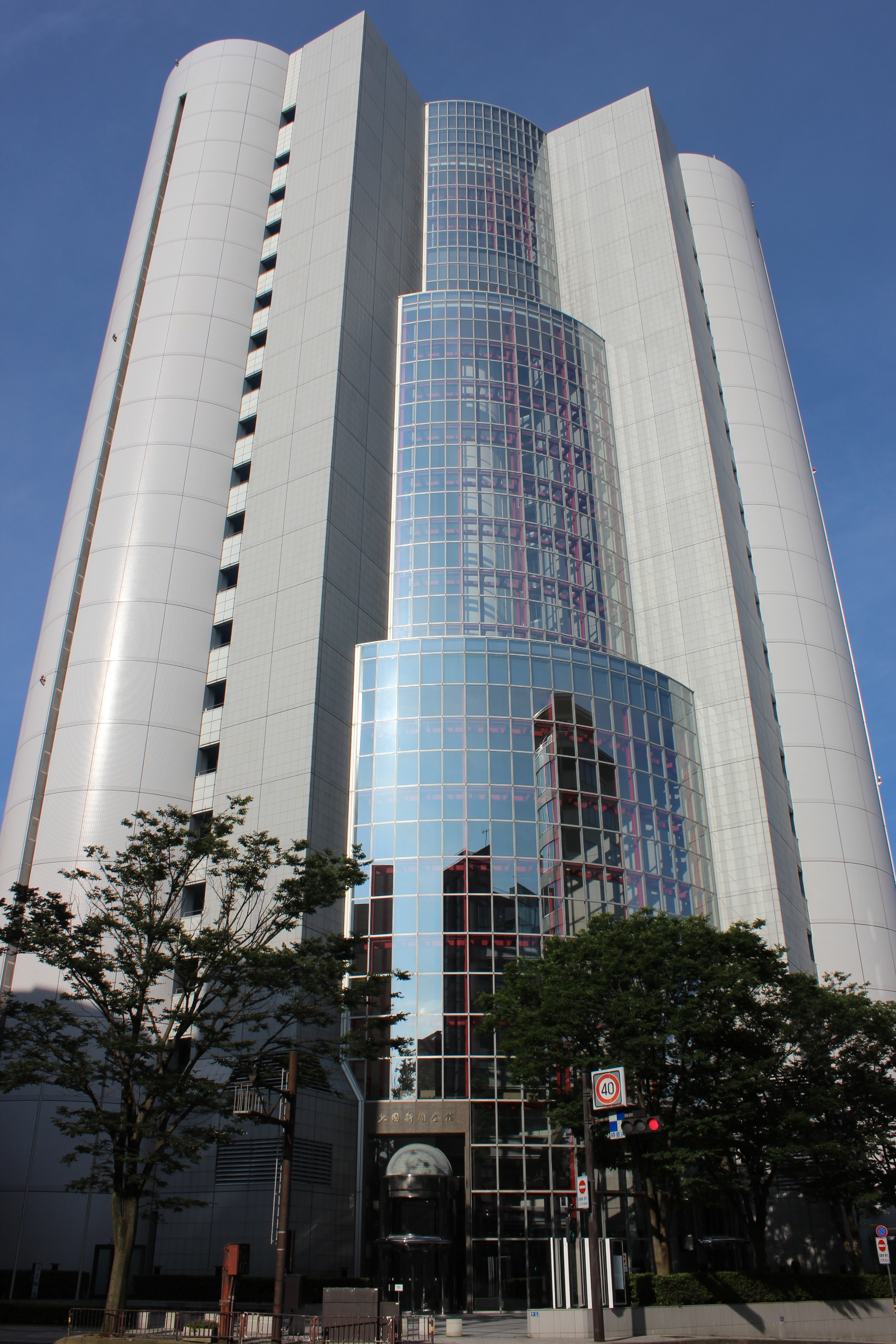
北國新聞總部大樓

北国新闻是日本一家地方報紙，由总部位于石川縣金澤市的株式会社北國新聞社发行。該報紙於1893年8月5日创刊 。北国新闻與北陸放送有合作關係。